# En carne viva (álbum de Pandora)
En carne viva es el duodécimo álbum de estudio realizado por el grupo musical Pandora.  Este álbum representa el retorno al medio musical latinoamericano del grupo y el primero realizado bajo la producción de la casa disquera Sony Music México. Fue lanzado el 13 de septiembre de 2002 en formato CD y casete, en la Ciudad de México. Forma parte de la lista de los 100 discos que debes tener antes del fin del mundo,[cita requerida] publicada en 2012 por Sony Music. 
El álbum es un homenaje al compositor español Manuel Alejandro.

## Antecedentes
Al terminar el contrato de su antigua casa disquera, cada una de las integrantes se dedican a realizar actividades individuales.  Isabel Lascurain se estrena como conductora de un programa de radio, Mayte se dedica a su recuperación de salud y Fernanda al cuidado de sus hijos.
Y se dedican a realizar numerosas presentaciones en vivo como Pandora en diferentes puntos de la república mexicana.

## Recepción y premios
El álbum logró un disco de oro y posteriormente un disco de platino por la venta de 300,000 mil unidades.

## Videos
- Frente a Frente

## Lista de canciones
Todas las canciones escritas y compuestas por Manuel Alejandro. 
| En carne viva |                                                      |          |  |
| N.º           | Título                                               | Duración |  |
| 1.            | «Quiero dormir cansada»                              | 3:55     |  |
| 2.            | «Frente a frente»                                    | 3:28     |  |
| 3.            | «Te propongo separarnos»                             | 4:03     |  |
| 4.            | «En carne viva»                                      | 3:23     |  |
| 5.            | «Popurrí Emmanuel»                                   | 5:24     |  |
| 6.            | «Si la noche de anoche volviera (con David Hidalgo)» | 3:53     |  |
| 7.            | «Procuro olvidarte»                                  | 3:50     |  |
| 8.            | «Un toque de locura»                                 | 4:06     |  |
| 9.            | «Todos se derrumbó dentro de mí (con Emmanuel)»      | 3:46     |  |
| 10.           | «Se nos rompió el amor»                              | 4:08     |  |
| 11.           | «Popurrí José José»                                  | 3:53     |  |
| 12.           | «Que no se rompa la noche»                           | 3:19     |  |
| 47:08         |                                                      |          |  |